# Condado de Hardin (Iowa)
O Condado de Hardin é um dos 99 condados do estado norte-americano de Iowa. A sede do condado é Eldora, e a sua maior cidade é Iowa Falls. O condado tem uma área de 1476 km² (dos quais 2 km² estão cobertos por água), uma população de 17 534 habitantes, e uma densidade populacional de 11,9 hab/km² (segundo o censo nacional de 2010). O condado foi fundado em 1851 e recebeu o seu nome a partir de John J. Hardin (1810-1847), político e militar que morreu na Guerra Mexicano-Americana.